# Michael Dorris
Michael Anthony Dorris (30 de enero de 1945 - 10 de abril de 1997) fue un novelista estadounidense y el primer presidente del programa de Estudios Americanos Nativos en Dartmouth. Entre sus obras destacan The Broken Cord (1989), A Yellow Raft in Blue Water (1987). Estaba casado con la escritora Louise Erdrich y los dos colaboraron frecuentemente en sus escritos. Se suicidó en 1997, mientras que la policía estaba investigando acusaciones de abuso sexual hacia sus hijas.
The Broken Cord, ganó el Premio del Círculo de Críticos Nacional del Libro 1989 en la categoría de No Ficción, ayudó a provocar la aprobación del Congreso en la legislación para advertir de los peligros del consumo de alcohol durante el embarazo.

## Biografía
Michael Dorris nació en Louisville con Jim y Mary Besy (Burkhardt) Dorris. Su padre murió antes de Dorris naciera (al parecer por suicidio durante la Segunda Guerra Mundial), y Dorris fue criado como hijo único por su madre, quien se convirtió en secretaria del Partido Demócrata. Se ha informado de que dos parientes maternos también ayudaron a criarlo, o bien dos tías, o una tía y su abuela materna. En su juventud pasaba los veranos con los parientes de su padre sobre las reservas en Washington y Montana. En un artículo publicado en la revista New York dos meses después de la muerte de Dorris, un reportero citó al historiador como tribal Modoc diciendo, "Dorris fue probablemente el descendiente de un hombre blanco llamado Dorris cuales muestran los registros se hicieron amigos de los Modocs en la costa oeste justo antes y después la Guerra Modoc de 1873. Aun así, no hay registro de un Dorris haya sido inscrito como ciudadano de la India en las listas de Klamath. El Washington Post ofrece un informe en contra del descenso de Dorris: "La madre de Dorris ', que era blanca, quedó embarazada por su novio indio, no podía casarse con ella, más tarde se casó con un hombre blanco llamado Dorris".
Recibió su Bachelor of Arts (con honores) en ínglés y Clásicas en la Universidad de Georgetown en 1967 y una maestría de la Universidad Yale en 1971 en antropología, después de comenzar los estudios para obtener un título de teatro. Hizo su trabajo de campo en Alaska al estudiar los efectos de la perforación off shore en las comunidades nativas de Alaska. En 1972, Dorris ayudó a formar el departamento de Native American studies de Dartmouth College, y fue su primer Presidente.
En 1971, se convirtió en uno de los primeros hombres solteros en Estados Unidos para adoptar un niño. Su hijo adoptivo, un niño de tres años de edad, Lakota llamado Reynold Abel, fue finalmente diagnosticado con el Fetal alcohol spectrum disorder. La lucha Dorris de entender y cuidar a su hijo se convirtió en el tema de su obra The Broken Cord (en la que utiliza el seudónimo de "Adán" para su hijo). Dorris adoptó dos hijos más de nativos americanos, Jeffrey Sava en 1974 y Madeline Hannah en 1976, ambos es probable que también sufrieran el síndrome de alcoholismo fetal. En 1975, escribió un texto para acompañar las fotografías de José C. Farber en el libro Native Americans: Five Hundred Years After. Fue nombrado Fellow Guggenheim en 1977 por su trabajo en Antropología y Estudios Culturales. En 1980, él y sus 3 hijos adoptivos dejaron su casa en Cornish para pasar un año sabático en Nueva Zelanda.
Después de regresar a Estados Unidos, en 1981, contrajo matrimonio con Louise Erdrich, una escritora germano-estadounidense, mestiza y de ascendencia Anishinaabe, a quien había conocido diez años antes, mientras enseñaba en el Dartmouth y ella era una estudiante. Durante su año sabático en Nueva Zelanda, Dorris y Erdrich habían mantenido una relación por correo. Después de su matrimonio, ella adoptó a sus tres hijos y dio a luz a tres hijas: Persia Andrómeda, Pallas Antígona, y Aza Marion. Erdrich y Dorris contribuyeron a la escritura de cada uno y juntos escribieron el romance de ficción bajo el seudónimo Milou Norte para complementar sus ingresos, con muchas de sus obras están publicadas en la revista Woman Erdrich dedica sus novelas The Beet Queen (1986) y Tracks (1988) a Dorris. La familia vivía en Cornish, Nueva Hampshire.
Mientras enseñaba en Dartmouth, Dorris con frecuencia fue mentor de otros estudiantes y fue parte del esfuerzo exitoso para deshacerse de la mascota de la India de la universidad. En 1985, después de que la pareja había recibido importantes donaciones, la familia se trasladó durante un año para Northfield, Minnesota.
A partir de 1986, su hijo Sava fue enviado a un internado y a la escuela militar. Madaline comenzó a ir a un internado cuando tenía 12. Tras el éxito de The Broken Cord en 1989, y un avance de $ 1,5 millones para el contorno de la Crown of Columbus, Dorris dejó de enseñar en Dartmouth para convertirse en un escritor a tiempo completo. En 1992, su hijo mayor Reynold Abel fue atropellado por un coche y murió. Dorris, Erdrich y sus tres hijas se mudaron a Kalispell, supuestamente a causa de las amenazas de muerte que Sava había hecho con ellos. Más tarde se trasladó a Nueva Hampshire en 1993, y luego a la Piper Mansion en Minneapolis.
Sava envió una carta a la pareja en 1994 amenazando con "destruir sus vidas" y exigiendo dinero. Dorris y Erdrich denunciaron a Sava a los tribunales por robo penal intentado. El primer jurado entró en punto muerto, y el próximo año Sava fue absuelto de los cargos.
La pareja se separó, y Dorris estuvo en tratamiento por su alcoholismo en Hazelden Foundation. Dorris y Erdrich se divorciaron en 1996, Dorris se consideraba "adicto a" Erdrich y cayó en una depresión.
Madeline y dos de sus hijas biológicas presentaron acusaciones de abuso en su contra Dorris. En marzo de 1997, intentó suicidarse. El 10 de abril de 1997, Dorris acabó coon su vida, en el Brick Tower Motor Inn en Concord, utilizando una combinación de asfixia, drogas y alcohol. En conversaciones con amigos, Dorris mantuvo su inocencia y su falta de fe en que el sistema legal lo exonerara sin que "demoliera" a su esposa y a sus hijos en un juicio despiadado. Con su muerte, se cerraron las investigaciones criminales sobre las denuncias de abuso sexual.

## Recepción
Dorris es autor, coautor o editor de una docena de libros en las áreas de ficción, memorias y ensayos y no ficción.
A Yellow Raft in Blue Water (1987) ha sido nombrado uno de los "mejores debuts literarios de finales del siglo 20". Cuenta la historia de tres generaciones de mujeres de una manera no lineal desde múltiples perspectivas, una técnica que Dorris utilizaría con frecuencia en sus escritos posteriores.
Su libro de memorias The Broken Cord se acredita con traer "la atención internacional al problema del síndrome de alcoholismo fetal". El libro ganó varios premios incluyendo el Christopher Award y el Premio del Círculo de Críticos Nacional del Libro para general de no ficción. El libro se acredita inspirando en la legislación del Congreso sobre FAS, y fue la base para una película hecha para la televisión, con Jimmy Smits y Dorris. En un ensayo publicado originalmente en el Wicazo Sa Review, Elizabeth Cook-Lynn critica a Dorris y a Erdrich (quien había escrito el prólogo), alegando que están pidiendo el encarcelamiento de madres nativas alcohólicas durante el embarazo para prevenir el síndrome de alcoholismo fetal.
Cuando él y Erdrich co-escribieron The Crown of Columbus (la única ficción que oficialmente comparten crédito, a pesar de que con frecuencia declararon que colaboraron en muchas de las obras de cada uno), cada una produciría individualmente un anteproyecto de cada sección. Dentro de la novela, varios personajes escribrieron como colaboradores, y la obra ha sido identificada como una representación autobiográfica de "placer y problemas" creada por Dorris y Erdrich.
Cloud Chamber en 1997 continuó la historia de las familias introducidas en Yellow Raft in Blue Water; diciendo "la dura historia del pueblo y las vidas difíciles que viven con tanto coraje" (LA Times Book Review) y se escribe con "prosa evocadora" (Publishers Weekly).
Dorris publicó tres obras para adultos jóvenes durante su vida, se publicó después de su muerte. Al igual que su otro trabajo, las novelas exploran temas de identidad, así como la Sibling rivalry.

## Trabajos
- Native Americans Five Hundred Years After (con fotógrafo Joseph Farber, 1975)
- A Guide to Research on North American Indians (con Mary Byler y Arlene Hirschfelder, 1983)
- A Yellow Raft in Blue Water (1987)
- The Broken Cord: Fetal Alcohol Syndrome and the Loss of the Future (1989)
- The Crown of Columbus (con Louise Erdrich, 1991)
- Route Two and Back (con Louise Erdrich, 1991)
- Morning Girl (1992)
- Working Men (1993)
- Rooms in the House of Stone (1993)
- Paper Trail (ensayos, 1994)
- Guests (1995)
- Sees Behind Trees (1996)
- Cloud Chamber (1997)
- The Window (1997)
- The Most Wonderful Books: Writers on Discovering the Pleasures of Reading, editado (1997)